# Nechí
Nechí est une municipalité située dans le département d'Antioquia, en Colombie.

## Personnalités liées à la municipalité
- Frank Fabra (1991-) footballeur né à Nechí.
- Carlos Ospina (1982-) : coureur cycliste né à Nechí.
- Argiro Ospina (1991-) : coureur cycliste né à Nechí.